# Tornado Alley
Tornado Alley er et område der omfatter de amerikanske midtstater Kansas, Texas, Oklahoma og Missouri. Det er i den del af USA, man oplever flest tornadoer om året.
I gennemsnit kommer der ca. 750 tornadoer i USA fordelt ud over de amerikanske midt- og sydstater.
| Naturvidenskab | Spire Denne naturvidenskabsartikel er en spire som bør udbygges. Du er velkommen til at hjælpe Wikipedia ved at udvide den. |

37°N 100°V / 37°N 100°V